# 24 ur Le Mansa 1996
24 ur Le Mansa 1996 je bila štiriinšestdeseta vzdržljivostna dirka 24 ur Le Mansa. Potekala je 15. in 16. junija 1996.

## Rezultati

### Uvrščeni
NC = neuvrščeni - niso prevozili 70% razdalje zmagovalca, DNF = odstop, DNS = niso štartali
| Poz    | Razred | Št | Moštvo                                     | Dirkači                                                | Šasija                             | Gume | Krogi |
| Poz    | Razred | Št | Moštvo                                     | Dirkači                                                | Motor                              | Gume | Krogi |
| ------ | ------ | -- | ------------------------------------------ | ------------------------------------------------------ | ---------------------------------- | ---- | ----- |
| 1      | LMP1   | 7  | Joest Racing                               | Davy Jones Alexander Wurz Manuel Reuter                | TWR Porsche WSC-95                 | G    | 354   |
| 1      | LMP1   | 7  | Joest Racing                               | Davy Jones Alexander Wurz Manuel Reuter                | Porsche Type-935 3.0L Turbo Flat-6 | G    | 354   |
| 2      | GT1    | 25 | Porsche AG                                 | Hans Joachim Stuck Thierry Boutsen Bob Wollek          | Porsche 911 GT1                    | M    | 353   |
| 2      | GT1    | 25 | Porsche AG                                 | Hans Joachim Stuck Thierry Boutsen Bob Wollek          | Porsche 3.2L Turbo Flat-6          | M    | 353   |
| 3      | GT1    | 26 | Porsche AG                                 | Karl Wendlinger Yannick Dalmas Scott Goodyear          | Porsche 911 GT1                    | M    | 341   |
| 3      | GT1    | 26 | Porsche AG                                 | Karl Wendlinger Yannick Dalmas Scott Goodyear          | Porsche 3.2L Turbo Flat-6          | M    | 341   |
| 4      | GT1    | 30 | West Competition David Price Racing        | John Nielsen Dr. Thomas Bscher Peter Kox               | McLaren F1 GTR                     | G    | 338   |
| 4      | GT1    | 30 | West Competition David Price Racing        | John Nielsen Dr. Thomas Bscher Peter Kox               | BMW S70 6.1L V12                   | G    | 338   |
| 5      | GT1    | 34 | Gulf Racing GTC Racing                     | Pierre-Henri Raphanel Lindsay Owen-Jones David Brabham | McLaren F1 GTR                     | M    | 335   |
| 5      | GT1    | 34 | Gulf Racing GTC Racing                     | Pierre-Henri Raphanel Lindsay Owen-Jones David Brabham | BMW S70 6.1L V12                   | M    | 335   |
| 6      | GT1    | 29 | Harrods Mach One Racing David Price Racing | Andy Wallace Olivier Grouillard Derek Bell             | McLaren F1 GTR                     | G    | 328   |
| 6      | GT1    | 29 | Harrods Mach One Racing David Price Racing | Andy Wallace Olivier Grouillard Derek Bell             | BMW S70 6.1L V12                   | G    | 328   |
| 7      | LMP1   | 5  | La Filiere Elf                             | Henri Pescarolo Franck Lagorce Emmanuel Collard        | Courage C36                        | M    | 327   |
| 7      | LMP1   | 5  | La Filiere Elf                             | Henri Pescarolo Franck Lagorce Emmanuel Collard        | Porsche Type-935 3.0L Turbo Flat-6 | M    | 327   |
| 8      | GT1    | 39 | Team Bigazzi SRL                           | Nelson Piquet Johnny Cecotto Danny Sullivan            | McLaren F1 GTR                     | M    | 324   |
| 8      | GT1    | 39 | Team Bigazzi SRL                           | Nelson Piquet Johnny Cecotto Danny Sullivan            | BMW S70 6.1L V12                   | M    | 324   |
| 9      | GT1    | 33 | Gulf Racing GTC Racing                     | Ray Bellm James Weaver JJ Lehto                        | McLaren F1 GTR                     | M    | 323   |
| 9      | GT1    | 33 | Gulf Racing GTC Racing                     | Ray Bellm James Weaver JJ Lehto                        | BMW S70 6.1L V12                   | M    | 323   |
| 10     | GT1    | 48 | Canaska Southwind Motorsport               | Price Cobb Shawn Hendricks Mark Dismore                | Chrysler Viper GTS-R               | M    | 320   |
| 10     | GT1    | 48 | Canaska Southwind Motorsport               | Price Cobb Shawn Hendricks Mark Dismore                | Chrysler 356-T6 8.0L V10           | M    | 320   |
| 11     | GT1    | 38 | Team Bigazzi SRL                           | Jacques Laffite Steve Soper Marc Duez                  | McLaren F1 GTR                     | M    | 318   |
| 11     | GT1    | 38 | Team Bigazzi SRL                           | Jacques Laffite Steve Soper Marc Duez                  | BMW S70 6.1L V12                   | M    | 318   |
| 12     | GT2    | 79 | Roock Racing Team                          | Guy Martinolle Ralf Kelleners Bruno Eichmann           | Porsche 911 GT2                    | M    | 317   |
| 12     | GT2    | 79 | Roock Racing Team                          | Guy Martinolle Ralf Kelleners Bruno Eichmann           | Porsche 3.6L Turbo Flat-6          | M    | 317   |
| 13     | LMP1   | 4  | Courage Compétition                        | Mario Andretti Jan Lammers Derek Warwick               | Courage C36                        | M    | 315   |
| 13     | LMP1   | 4  | Courage Compétition                        | Mario Andretti Jan Lammers Derek Warwick               | Porsche Type-935 3.0L Turbo Flat-6 | M    | 315   |
| 14     | GT2    | 71 | New Hardware Racing Parr Motorsport        | Bill Farmer Greg Murphy Robert Nearn                   | Porsche 911 GT2                    | P    | 313   |
| 14     | GT2    | 71 | New Hardware Racing Parr Motorsport        | Bill Farmer Greg Murphy Robert Nearn                   | Porsche 3.6L Turbo Flat-6          | P    | 313   |
| 15     | GT1    | 23 | NISMO                                      | Kazuyoshi Hoshino Masahiro Hasemi Toshio Suzuki        | Nissan Skyline GT-R LM             | B    | 307   |
| 15     | GT1    | 23 | NISMO                                      | Kazuyoshi Hoshino Masahiro Hasemi Toshio Suzuki        | Nissan 2.8L Turbo I6               | B    | 307   |
| 16     | GT2    | 75 | Team Kunimitsu Honda                       | Kunimitsu Takahashi Keiichi Tsuchiya Akira Iida        | Honda NSX                          | Y    | 305   |
| 16     | GT2    | 75 | Team Kunimitsu Honda                       | Kunimitsu Takahashi Keiichi Tsuchiya Akira Iida        | Honda 3.0L V6                      | Y    | 305   |
| 17     | GT2    | 83 | New Hardware Racing Parr Motorsport        | Stephane Ortelli Andy Pilgrim Andrew Bagnall           | Porsche 911 GT2                    | P    | 299   |
| 17     | GT2    | 83 | New Hardware Racing Parr Motorsport        | Stephane Ortelli Andy Pilgrim Andrew Bagnall           | Porsche 3.6L Turbo Flat-6          | P    | 299   |
| 18     | GT2    | 77 | Seikel Motorsport                          | Guy Fuster Manfred Jurasz Takaji Suzuki                | Porsche 911 GT2                    | P    | 297   |
| 18     | GT2    | 77 | Seikel Motorsport                          | Guy Fuster Manfred Jurasz Takaji Suzuki                | Porsche 3.6L Turbo Flat-6          | P    | 297   |
| 19     | GT1    | 28 | Newcastle United Lister                    | Geoff Lees Tiff Needell Anthony Reid                   | Lister Storm GTL                   | M    | 295   |
| 19     | GT1    | 28 | Newcastle United Lister                    | Geoff Lees Tiff Needell Anthony Reid                   | Jaguar 7.0L V12                    | M    | 295   |
| 20     | GT2    | 82 | Larbre Compétition                         | Patrice Goueslard André Ahrle Patrick Bourdais         | Porsche 911 GT2                    | M    | 284   |
| 20     | GT2    | 82 | Larbre Compétition                         | Patrice Goueslard André Ahrle Patrick Bourdais         | Porsche 3.6L Turbo Flat-6          | M    | 284   |
| 21     | GT1    | 50 | Viper Team Oreca                           | Philippe Gache Eric Helary Olivier Beretta             | Chrysler Viper GTS-R               | M    | 283   |
| 21     | GT1    | 50 | Viper Team Oreca                           | Philippe Gache Eric Helary Olivier Beretta             | Chrysler 356-T6 8.0L V10           | M    | 283   |
| 22     | GT1    | 27 | Chereau Sports Larbre Compétition          | Jean-Luc Chereau Pierre Yver Jack Leconte              | Porsche 911 GT2 Evo                | M    | 279   |
| 22     | GT1    | 27 | Chereau Sports Larbre Compétition          | Jean-Luc Chereau Pierre Yver Jack Leconte              | Porsche 3.6L Turbo Flat-6          | M    | 279   |
| 23     | GT1    | 49 | Canaska Southwind Motorsport               | Alain Cudini Victor Sifton John Morton                 | Chrysler Viper GTS-R               | M    | 269   |
| 23     | GT1    | 49 | Canaska Southwind Motorsport               | Alain Cudini Victor Sifton John Morton                 | Chrysler 356-T6 8.0L V10           | M    | 269   |
| 24     | GT1    | 46 | Team Menicon SARD Co. Ltd.                 | Alain Ferté Mauro Martini Pascal Fabre                 | Sard MC8-R                         | D    | 256   |
| 24     | GT1    | 46 | Team Menicon SARD Co. Ltd.                 | Alain Ferté Mauro Martini Pascal Fabre                 | Toyota 4.0L Turbo V8               | D    | 256   |
| 25     | LMP2   | 20 | Mazdaspeed Co. Ltd.                        | Yojiro Tarada Jim Downing Franck Fréon                 | Kudzu DLM                          | G    | 251   |
| 25     | LMP2   | 20 | Mazdaspeed Co. Ltd.                        | Yojiro Tarada Jim Downing Franck Fréon                 | Mazda 2.0L 3-Rotor                 | G    | 251   |
| 26 DNF | LMP1   | 8  | Joest Racing                               | Michele Alboreto Pierluigi Martini Didier Theys        | TWR Porsche WSC-95                 | G    | 300   |
| 26 DNF | LMP1   | 8  | Joest Racing                               | Michele Alboreto Pierluigi Martini Didier Theys        | Porsche Type-935 3.0L Turbo Flat-6 | G    | 300   |
| 27 DNF | LMP2   | 14 | Welter Racing SARL                         | Patrick Gonin Pierre Petit Marc Rostan                 | WR LM96                            | M    | 221   |
| 27 DNF | LMP2   | 14 | Welter Racing SARL                         | Patrick Gonin Pierre Petit Marc Rostan                 | Peugeot 2.0L Turbo I4              | M    | 221   |
| 28 DNF | LMP1   | 3  | Courage Compétition                        | Didier Cottaz Philippe Alliot Jerome Policand          | Courage C36                        | M    | 215   |
| 28 DNF | LMP1   | 3  | Courage Compétition                        | Didier Cottaz Philippe Alliot Jerome Policand          | Porsche Type-935 3.0L Turbo Flat-6 | M    | 215   |
| 29 DNF | GT1    | 22 | NISMO                                      | Aguri Suzuki Masahiko Kageyama Masahiko Kondo          | Nissan Skyline GT-R LM             | B    | 209   |
| 29 DNF | GT1    | 22 | NISMO                                      | Aguri Suzuki Masahiko Kageyama Masahiko Kondo          | Nissan 2.8L Turbo I6               | B    | 209   |
| 30 DNF | WSC    | 17 | Racing For Belgium Team Scandia            | Eric van de Poele Marc Goossens Eric Bachelart         | Ferrari 333 SP                     | P    | 208   |
| 30 DNF | WSC    | 17 | Racing For Belgium Team Scandia            | Eric van de Poele Marc Goossens Eric Bachelart         | Ferrari F310E 4.0L V12             | P    | 208   |
| 31 DNF | GT1    | 57 | Team SARD Toyota Co. Ltd.                  | Masanori Sekiya Hideoshi Matsusada Masami Kageyama     | Toyota Supra LM                    | D    | 205   |
| 31 DNF | GT1    | 57 | Team SARD Toyota Co. Ltd.                  | Masanori Sekiya Hideoshi Matsusada Masami Kageyama     | Toyota 2.1L Turbo I4               | D    | 205   |
| 32 DNF | LMP2   | 15 | Welter Racing SARL                         | William David Sebastian Enjolras Arnaud Trevisiol      | WR LM96                            | M    | 162   |
| 32 DNF | LMP2   | 15 | Welter Racing SARL                         | William David Sebastian Enjolras Arnaud Trevisiol      | Peugeot 2.0L Turbo I4              | M    | 162   |
| 33 DNF | WSC    | 19 | Riley & Scott Cars Inc.                    | Wayne Taylor Scott Sharp Jim Pace                      | Riley & Scott MkIII                | P    | 157   |
| 33 DNF | WSC    | 19 | Riley & Scott Cars Inc.                    | Wayne Taylor Scott Sharp Jim Pace                      | Oldsmobile Aurora 4.0L V8          | P    | 157   |
| 34 DNF | GT1    | 53 | Kokusai Kaihatsu Racing                    | Fabien Giroix Jean-Denis Deletraz Maurizio Sandro Sala | McLaren F1 GTR                     | M    | 146   |
| 34 DNF | GT1    | 53 | Kokusai Kaihatsu Racing                    | Fabien Giroix Jean-Denis Deletraz Maurizio Sandro Sala | BMW S70 6.1L V12                   | M    | 146   |
| 35 DNF | GT1    | 59 | Ennea SRL Ferrari Club Italia              | Robert Donovan Piero Nappi Tetsuya Ota                 | Ferrari F40 GTE                    | P    | 129   |
| 35 DNF | GT1    | 59 | Ennea SRL Ferrari Club Italia              | Robert Donovan Piero Nappi Tetsuya Ota                 | Ferrari F120B 3.5L Turbo V8        | P    | 129   |
| 36 DNF | GT2    | 74 | Agusta Racing Team, Ltd.                   | Ricardo Agusta Almo Copelli Patrick Camus              | Callaway Corvette                  | D    | 114   |
| 36 DNF | GT2    | 74 | Agusta Racing Team, Ltd.                   | Ricardo Agusta Almo Copelli Patrick Camus              | Chevrolet 6.2L V8                  | D    | 114   |
| 37 DNF | LMP1   | 1  | Kremer Racing                              | Christophe Bouchut Jürgen Lässig Harri Toivonen        | Kremer K8 Spyder                   | G    | 110   |
| 37 DNF | LMP1   | 1  | Kremer Racing                              | Christophe Bouchut Jürgen Lässig Harri Toivonen        | Porsche Type-935 3.0L Turbo Flat-6 | G    | 110   |
| 38 DNF | GT1    | 37 | Konrad Motorsport                          | Franz Konrad Antonio Herrmann de Azevedo Wido Rössler  | Porsche 911 GT2 Evo                | M    | 107   |
| 38 DNF | GT1    | 37 | Konrad Motorsport                          | Franz Konrad Antonio Herrmann de Azevedo Wido Rössler  | Porsche 3.6L Turbo Flat-6          | M    | 107   |
| 39 DNF | GT1    | 44 | Ennea SRL Igol                             | Luciano della Noce Anders Olofsson Carl Rosenblad      | Ferrari F40 GTE                    | P    | 98    |
| 39 DNF | GT1    | 44 | Ennea SRL Igol                             | Luciano della Noce Anders Olofsson Carl Rosenblad      | Ferrari F120B 3.5L Turbo V8        | P    | 98    |
| 40 DNF | GT1    | 51 | Viper Team Oreca                           | Dominique Dupuy Perry McCarthy Justin Bell             | Chrysler Viper GTS-R               | M    | 96    |
| 40 DNF | GT1    | 51 | Viper Team Oreca                           | Dominique Dupuy Perry McCarthy Justin Bell             | Chrysler 356-T6 8.0L V10           | M    | 96    |
| 41 DNF | GT1    | 55 | Roock Racing Team                          | Jean-Pierre Jarier Jesus Pareja Dominic Chappell       | Porsche 911 GT2 Evo                | M    | 93    |
| 41 DNF | GT1    | 55 | Roock Racing Team                          | Jean-Pierre Jarier Jesus Pareja Dominic Chappell       | Porsche 3.6L Turbo Flat-6          | M    | 93    |
| 42 DNF | GT1    | 56 | Pilot Pen Racing                           | Michel Ferté Olivier Thevenin Nicolas Leboissetier     | Ferrari F40 LM                     | ?    | 93    |
| 42 DNF | GT1    | 56 | Pilot Pen Racing                           | Michel Ferté Olivier Thevenin Nicolas Leboissetier     | Ferrari F120B 3.5L Turbo V8        | ?    | 93    |
| 43 DNF | LMP1   | 2  | Kremer Racing                              | Steve Fossett George Fouché Stanley Dickens            | Kremer K8 Spyder                   | G    | 58    |
| 43 DNF | LMP1   | 2  | Kremer Racing                              | Steve Fossett George Fouché Stanley Dickens            | Porsche Type-935 3.0L Turbo Flat-6 | G    | 58    |
| 44 DNF | GT2    | 73 | Elf Haberthur Racing                       | Michel Neugarten Toni Seiler Bruno Ilien               | Porsche 911 GT2                    | D    | 46    |
| 44 DNF | GT2    | 73 | Elf Haberthur Racing                       | Michel Neugarten Toni Seiler Bruno Ilien               | Porsche 3.6L Turbo Flat-6          | D    | 46    |
| 45 DNF | GT2    | 81 | Team Marcos                                | Cor Euser Thomas Erdos Pascal Dro                      | Marcos Mantara LM600               | D    | 40    |
| 45 DNF | GT2    | 81 | Team Marcos                                | Cor Euser Thomas Erdos Pascal Dro                      | Chevrolet 6.1L V8                  | D    | 40    |
| 46 DNF | GT1    | 45 | Ennea SRL Igol                             | Jean-Marc Gounon Eric Bernard Paul Belmondo            | Ferrari F40 GTE                    | P    | 40    |
| 46 DNF | GT1    | 45 | Ennea SRL Igol                             | Jean-Marc Gounon Eric Bernard Paul Belmondo            | Ferrari F120B 3.5L Turbo V8        | P    | 40    |
| 47 DNF | GT2    | 70 | EMKA Productions                           | Steve O'Rourke Guy Holmes Soames Langston              | Porsche 911 GT2                    | D    | 32    |
| 47 DNF | GT2    | 70 | EMKA Productions                           | Steve O'Rourke Guy Holmes Soames Langston              | Porsche 3.6L Turbo Flat-6          | D    | 32    |
| 48 DNF | WSC    | 18 | Rocketsports Inc.                          | Andy Evans Yvan Muller Fermín Velez                    | Ferrari 333 SP                     | P    | 31    |
| 48 DNF | WSC    | 18 | Rocketsports Inc.                          | Andy Evans Yvan Muller Fermín Velez                    | Ferrari F130E 4.0L V12             | P    | 31    |

### Statistika
- Najboljši štartni položaj - #8 Joest Racing
- Najhitrejši krog - #17 Racing For Belgium / Team Scandia - 3:46.958
- Razdalja - 4814.4km
- Povprečna hitrost - 200.6km/h